# Hexaplex duplex
Hexaplex duplex là một loài ốc biển, là động vật thân mềm chân bụng sống ở biển thuộc họ Muricidae, họ ốc gai.

## Phân loài
- Hexaplex duplex duplex (Röding, 1798) - đồng nghĩa:[2] Murex eurystomus Swainson, 1833; Murex hoplites Fischer, 1876; Murex minima Dautzenberg, 1910; Murex saxatilis Linnaeus (auctt.); Purpura duplex Röding, 1798
- Hexaplex duplex canariensis (Nordsieck, 1975) - đồng nghĩa:[3] Murex turbinatus Lamarck, 1822; Trunculariopsis canariensis Nordsieck, 1975